# ラヌーヴィオ
ラヌーヴィオ（伊: Lanuvio）は、イタリア共和国ラツィオ州ローマ県にある、人口約13,000人の基礎自治体（コムーネ）。

## 地理

### 位置・広がり
ローマ県南部のコムーネ。

#### 隣接コムーネ
隣接するコムーネは以下の通り。括弧内のLTはラティーナ県所属を示す。
- アプリーリア (LT)
- アリッチャ
- ジェンツァーノ・ディ・ローマ
- ヴェッレトリ

### 気候分類・地震分類
ラヌーヴィオにおけるイタリアの気候分類 (it) および度日は、zona D, 1532 GGである。
また、イタリアの地震リスク階級 (it) では、zona 2B (sismicità media) に分類される。

## 行政

### 分離集落
ラヌーヴィオには、以下の分離集落（フラツィオーネ）がある。
- Campoleone (in parte condivisa con Aprilia (LT)), Bellavista (in parte condivisa con Aprilia (LT)), Colle Cavaliere, Casale della mandria, Malcavallo, Mantovano, Monte Giove, Pascolare, Pietrara, Sambuco, Stragonello

## 姉妹都市
- チェントゥーリペ、イタリア - 1974年

## 人物

### 著名な出身者
- コンモドゥス - ローマ皇帝。当時のラヌウィウム生まれ。
- マーカントニオ・コロンナ - 16世紀の海軍司令官。コロンナ家出身。
- ジャコモ・ラウリ＝ヴォルピ - テノール歌手。